# Stefano Rosso (cantautore)
Stefano Rosso, pseudonimo di Stefano Rossi (Roma, 7 dicembre 1948 – Roma, 16 settembre 2008), è stato un cantautore e chitarrista italiano.

## Biografia

### Gli inizi
Figlio di Bruno e di Iole (a cui dedicherà in seguito la canzone Mamma Iole), dopo aver conseguito la licenza media inizia a lavorare come garzone di un fornaio. Impara a suonare la chitarra da un suo amico nel retrobottega di un fruttivendolo, sviluppando poi la sua cultura musicale nei night e nelle osterie.
Il suo stile è piuttosto semplice, una voce caratterizzata dalla erre moscia e il tono colloquiale, con testi ironici, dissacranti e spesso autobiografici e musiche che conciliano la canzone popolare romanesca con il country e il folk americano, spesso con arpeggi in finger picking molto elaborati e mai banali.
Inizia a suonare insieme al fratello maggiore Ugo, formando il duo Remo e Romolo, ed è sempre con il fratello che avviene il suo debutto discografico, dopo aver vinto il Festival degli Sconosciuti di Ariccia nel 1968, con un 45 giri inciso nel 1969 con lo pseudonimo di "Arca di Noè", pubblicato dalla Vedette (etichetta a cui viene presentato da Roberto Castiglione): i due brani si intitolano Io e il vagabondo e La bambina di piazza Cairoli. Il disco però non riscuote successo.
Il duo pubblica l'anno successivo tre canzoni: Vecchio carillon, Il mondo è un circo e Così non va, in una compilation dell'etichetta; Stefano Rosso inoltre scrive per Miranda Martino Se il mondo cambiasse, su musica di Roberto Gigli, pubblicata su 45 giri nel 1970.
Poiché il fratello decide di abbandonare la musica (diventerà in seguito infermiere), Stefano inizia a esibirsi da solo e nel 1974 scrive due canzoni, C'è un vecchio bar nella mia città e Valentina, che vengono interpretate da Claudio Baglioni nel programma televisivo Ritratto di un giovane qualsiasi trasmesso nell'agosto 1974; Baglioni non inciderà mai su disco queste due canzoni e, del resto, lo stesso Rosso pubblicherà solo Valentina qualche anno dopo nel disco Bioradiofotografie.
L'anno successivo partecipa come chitarrista fisso alle cinque puntate della trasmissione Alle sette della sera, condotta da Gianni Morandi ed Elisabetta Viviani, che va in onda dal 16 aprile al 17 maggio 1975 su Rai 2 (da quest'esperienza nasce la canzone Milano, che inciderà su disco 5 anni dopo, in cui parla della compagna, l'annunciatrice radiotelevisiva e speaker del TG2 Teresa Piazza, con cui in seguito avrà un figlio, Justin Rosso, rapper, in arte Jesto, morto il 31 luglio 2025 per arresto cardiaco).

### Il successo
Nel 1976 la RCA Italiana pubblica il suo 45 giri Letto 26/...ci siamo ancora noi; il brano sul lato A, partendo da una sua degenza in ospedale (al letto 26) per una tonsillectomia, racconta la sua vita a Trastevere, in via della Scala (dove all'epoca Stefano Rosso abitava), e riscuote un discreto successo. Pochi mesi dopo viene pubblicato Una storia disonesta, in cui, in un racconto ironico e divertente post-sessantottino, faceva capolino, per una delle prime volte nella canzone italiana, lo spinello.
L'album che segue di poco (a gennaio del 1977) prende il titolo da questa canzone e ha un discreto successo. Contiene canzoni come La banda degli zulù, Anche se fosse peggio, ovviamente Una storia disonesta e Letto 26 (ma non il retro del 45 giri, Ci siamo ancora noi, che rimarrà inedito su LP).

Stefano Rosso nel 1978

Sempre nel 1976 Mia Martini interpretò il suo brano Preghiera (Rosso la inciderà solo vent'anni dopo) e Gigi Proietti Dov'è andata Mari', sempre scritta da Rosso.
Dopo Una storia disonesta, che lo portò a ricevere nel 1977 il Telegatto di Sorrisi e Canzoni, incise ...e allora senti cosa fò, in cui, oltre alla canzone omonima, vi è una rilettura con un testo diverso di Letto 26 e altre belle canzoni come Odio chi e Bologna '77 dedicata a Giorgiana Masi, la ragazza uccisa il 12 maggio 1977 durante una manifestazione del Partito Radicale a Roma. All'interno, nel brano C'era una volta... e ancora c'è, canta nei cori Ivano Fossati.
Entrambi i primi due dischi sono prodotti da Antonio Coggio, collaboratore storico nonché coautore di molti brani dei primi dischi di Claudio Baglioni. La canzone Odio chi viene presentata in televisione con il testo completamente cambiato nel corso del programma Odeon. Tutto quanto fa spettacolo, e in quella versione (che non verrà mai pubblicata) diventa Odeon chi.
Il 1979 è l'anno di Bioradiofotografie, con la collaborazione di Gianni Marchetti, musicista autore di molte musiche per Piero Ciampi, e in copertina sul retro l'attrice Michela Miti; l'album viene praticamente boicottato dalla RCA, nonostante molti brani validi (come Ragazza sola e Lettera a un pulcino, bella canzone dedicata alla figlia più piccola Stefania, la più grande si chiama Manù), fatto questo che causò le ire e la rescissione del contratto con la casa discografica da parte di Rosso.
Nel 1980 partecipò al Festival di Sanremo con L'italiano, inserito nell'album Io e il signor Rosso pubblicato dalla Ciao Records, insieme a canzoni come Quello che mi resta, Per male che gli vada e Quando partì Noè (canzone, quest'ultima, scritta da Stefano Rosso per uno spettacolo di cabaret con Massimo Troisi e Marco Messeri). Seguirono altri due dischi, Vado, prendo l'America e torno e Donne.

### Il calo di popolarità
Con questi due ultimi album, il suo successo si ridusse e, anche a causa di una crisi dovuta a una delusione amorosa, dichiarò di essersi arruolato nella legione straniera: notizia mai provata e molto probabilmente inventata per giustificare la sua assenza dal pubblico per nascondere le sue delusioni d'amore e artistiche. Dopo un paio di anni ritornò: nel 1985 incise per la Polygram l'album Stefano Rosso, partecipando a Un disco per l'estate con il brano Bella è l'età.
Nel 1987 viene pubblicato su 45 giri Com'è difficile, e nel 1989 esce l'album Femminando, con poco riscontro di pubblico. La BMG Ariola pubblica nel 1997 Miracolo italiano, una raccolta con tre inediti, prodotta da Lino Fabrizi, mentre nel 2001 Il meglio racchiude nuove versioni delle sue canzoni più famose oltre che alcuni inediti e la già citata Preghiera incisa nel 1976 da Mia Martini.

### L'ultimo periodo e la morte
Negli ultimi anni Stefano Rosso riprese a fare concerti e a pubblicare dischi, spesso live o strumentali per chitarra acustica. Da segnalare la particolarità del CD Live at the station registrato nel 1999 in una sala d'aspetto di una stazione. Gli ultimi lavori dell'artista, con la produzione di Antonella Orsaja, sono stati Fingerstyle guitar e Live at the Folk Studio del 2003, Banjoman del 2004, Lullaby of birdland del 2006, Mortacci del 2007 e Piccolo Mondo Antico del 2008.
Nel 2005 il gruppo ska Arpioni ha ripreso, insieme a Stefano Rosso e a Tonino Carotone, il pezzo Una storia disonesta nel disco Malacabeza: il brano è stato programmato nei maggiori network radiofonici e ha così vissuto una seconda stagione di notorietà.
Stefano Rosso è morto a Roma il 16 settembre 2008 all'età di 59 anni. Il cantautore ha sempre tenuto riservata la propria malattia, tanto che la morte ha colto di sorpresa gli ammiratori.
I funerali si sono svolti due giorni dopo, presso la basilica di Santa Maria in Trastevere. Inizialmente la salma è stata tumulata nel cimitero Laurentino e oggi riposa al cimitero Flaminio di Prima Porta.

## Discografia
Album in studio
- 1977 – Una storia disonesta (RCA Italiana, PL 31237)
- 1978 – ...e allora senti cosa fò (RCA Italiana, PL 31333)
- 1979 – Bioradiofotografie (RCA Italiana, PL 31450)
- 1980 – Io e il sig. Rosso (Ciao Records, 1002)
- 1981 – Vado, prendo l'America...e torno! (Lupus, LULP 14903)
- 1982 – Donne (Lupus, LULP 14912)
- 1983 – La chitarra fingerpicking di Stefano Rosso (Lupus, LULM 25004)
- 1985 – Stefano Rosso (Polydor, 825 768-1)
- 1989 – Femminando (Interbeat, 22924 6356-1)
- 1997 – Miracolo italiano (BMG, 74321 4 79772 3) [antologia con tre inediti]
- 2001 – Il meglio (D.V. More Record, CDDV 6546)
- 2003 – Fingerstyle Guitar (Red & Black Music, G 001)
- 2004 – Banjoman (Red & Black Music, SG 001)
- 2006 – Lullaby of Birdland (Red & Black Music, GT 002)
- 2007 – Mortacci (Red & Black Music, SG 002/0001)
- 2008 – Piccolo mondo antico (Red & Black Music)

Album dal vivo
- 2003 – Live at the Folk Studio (Red & Black Music, LIVE 001)
- 2003 – Live at the Station (Red & Black Music, LIVE 002)
- 2011 – Live Folkstudio 1993 (CD allegato al libro Che mi dici di Stefano Rosso?)

Raccolte
- 2009 – Flashback. I grandi successi originali (2CD, Sony)

Singoli
- 1969 – Io e il vagabondo/La bambina di piazza Cairoli - (Vedette, VVN 33176; pubblicato come L'Arca di Noè))
- 1976 – Letto 26/...ci siamo ancora noi (RCA Italiana, TPBO 1210)
- 1977 – Una storia disonesta/Anche se fosse peggio (RCA Italiana, PB 6001)
- 1978 – ...e allora senti cosa fò/Odio chi (RCA Italiana, PB 6136)
- 1979 – ...ma niente più/Ragazza sola (RCA Italiana, PB 6344)
- 1980 – L'italiano/Quarant'anni (Ciao Records, 508)
- 1981 – Vado/Charles (Lupus, LUN 4921)
- 1981 – Scimmia/Amerika (Lupus, LU 2901; il brano sul lato A è eseguito dai Collage)
- 1982 – Come te/La casa di Silvia (Lupus, LUN 4938)
- 1985 – Bella è l'età/Remember I Love You (PolyGram, AS 5000 700; il brano sul lato A è eseguito da Jim Diamond)
- 1987 – Com'è difficile.../Gira il mondo (Silver Records, LC 10004)

Partecipazioni
- 1984 – Edoardo De Angelis Mia madre parla a raffica, voce in Maracanà
- 1984 – Antonio Cipriani Vino triste, testo su musica di Antonio Cipriani. Cantata da Goran Kuzminac sul CD di Antonio Cipriani L'ultimo romantico (Artis Records, 2016).

## Omaggi
- Nel 2015 Luca Barbarossa, Alex Britti e Alessandro Mannarino registrano dal vivo a Radio2 Social Club Una storia disonesta che sarà inserita nell'album Radio Duets
- Giordano Sangiorgi, organizzatore del Meeting delle Etichette Indipendenti di Faenza, lo stesso giorno del funerale annuncia che la manifestazione dedicherà, a partire dall'edizione dello stesso anno, un premio alla memoria di Stefano Rosso per un giovane talento musicale.
- Il 18 e 19 settembre 2009 il cantautore romano Giovanni Del Grillo (suo amico e pianista) organizza una due-giorni di musica e poesia per ricordare Stefano Rosso. Le serate si svolgono al Kollatino Underground, locale di Roma luogo del suo ultimo concerto[3].
- Nel 2011 la figlia maggiore Stefania Rossi pubblica il volume Che mi dici di Stefano Rosso?, scritto in collaborazione con Mario Bonanno e pubblicato da Stampa Alternativa, che racconta la vita del cantautore e ne analizza l'opera.
- Nel 2013 il cantautore romano Simone Avincola porta a termine la realizzazione del primo docufilm su Stefano Rosso: Stefano Rosso - L'ultimo romano[4]. Un lavoro in cui Stefano è ricordato attraverso le parole di alcuni colleghi (Claudio Lolli e Luigi Grechi tra gli altri) e in cui si ripercorre il suo percorso artistico.
- Nello stesso anno il chitarrista Andrea Tarquini pubblica l'album Reds! Canzoni di Stefano Rosso, disco finalista alle Targhe Tenco 2013 nella sezione Interpreti, in cui omaggia il cantautore interpretando dieci sue canzoni; al disco, prodotto da Paolo Giovenchi (chitarrista di Francesco De Gregori), partecipa Luigi Grechi.
- Il 20 dicembre 2013 si esibisce per la prima volta il gruppo dei Rosso Vivo, composto da Enrico Lombardelli e Maurizio Carlini (ex dei Pueblo), Rocco D'Amico e Antonio Maria Rottino, che suonano di fronte a 200 spettatori una decina di brani di Stefano, riproposte in successive esibizioni all'Associazione Culturale "Armonia dei Contrari".
- Il 1º maggio 2016 il figlio Justin Yamanouchi, in arte Jesto, pubblica la canzone dedicata a lui: Papà.